# Minéralogie
La minéralogie est une science multidisciplinaire qui a pour objet les minéraux, leurs identifications, leurs caractérisations et descriptions, leurs analyses, leurs variétés et habitus, leurs classements, classifications et collections, leurs gîtologie, gisements et répartitions, leurs origines et leurs divers modes de formation, leurs usages par l'Homme, leurs intérêts pour la végétation ou la faune, leurs histoires dans l'univers des écrits ou discours savants ou des savoirs profanes ou traditionnels, les diverses modalités de connaissances... La minéralogie descriptive étudie les minéraux des milieux naturels, constituants diversement associés dans les roches. Elle peut être considérée, tout en gardant son statut autonome et réglementé au niveau international, comme une discipline de base de la géologie, une science auxiliaire de la pétrologie, ou encore une branche de la planétologie ou une matière d'approfondissement en prolongation de la chimie minérale dans le sens étendu où les produits de la cristallisation artificielle, en laboratoire ou en four technique, sont admis.
Un minéral désigne en minéralogie un corps chimique minéral ou parfois organique, formé en principe naturellement, mais parfois par artifice. Un minéral donné est caractérisé par les éléments chimiques qu'il contient, assemblé ou réuni et décrit selon une composition précise donnée par une formule chimique ou à défaut selon des limites de compositions variables, et surtout une structure cristalline ou à défaut une organisation amorphe ou à courtes distances, la première définie par son réseau de diverses liaisons et ses symétries remarquables, c'est-à-dire respectivement à l'échelle moléculaire par la nature des atomes qui le composent et leur agencement dans l'espace.
La minéralogie concentre les diverses approches d'étude des minéraux sur ces fondements descriptifs. Sans initiation théorique de base et connaissance du terrain et/ou pratique du laboratoire, il ne peut exister de minéralogiste amateur ou professionnel. Il existe une histoire de la minéralogie, qui remonte à l'Antiquité et notamment à la kem(i)a ou chimie égyptienne.
Des méthodes telles que le QEMSCAN permettent d'obtenir une description minéralogique d'un échantillon acquise de manière automatique par ordinateur.

## Propriétés des minéraux
Plusieurs propriétés et méthodes permettent de caractériser un minéral. Pour étudier un minéral donné, le minéralogiste exploitera, entre autres :
- sa structure cristalline à l'état solide (le plus souvent étudiée à l'aide de la diffraction des rayons X) ;
- sa composition chimique (souvent analysée à la microsonde électronique) ;
- ses propriétés mécaniques : densité ou masse volumique, dureté, clivage, cassure, fracture, toucher ;
- ses propriétés optiques : couleur, trace, éclat, transparence, indice de réfraction, analyse interférentielle à l'aide de rayons X ;
- les liaisons entre les atomes, qui peuvent être notamment : covalentes, ioniques, métalliques, de van der Waals ;
- ses propriétés chimiques : photoluminescence, réactivité avec les acides, coloration sous la flamme ;
- sa phase (solide, liquide ou gazeuse) ;
- sa solubilité (dans l'eau et dans les acides) ;
- ses propriétés électriques et thermiques.

## Nomenclature des minéraux
La nomenclature moderne s’impose dans le courant du XIXe siècle, dans laquelle le nom trouve son origine dans plusieurs raisons :
- une propriété caractéristique (exemple la magnétite) ;
- le nom de l'élément chimique dominant (exemple la calcite) ;
- le nom d'un savant (exemple la dolomite, dédiée à Déodat de Dolomieu) ;
- sa couleur (exemple l'azurite) ;
- une localité (exemple l’autunite a été découverte près d'Autun, Saône-et-Loire).

Aujourd'hui, il existe un organisme international visant à normaliser la définition des espèces minérales : l'Association internationale de minéralogie (IMA).

## Prospection
Des minéraux sont susceptibles d'être découverts dans les sources suivantes :
- les mines et les carrières, qui sont les terrains de prédilection pour la recherche des minéraux ;
- les météorites, qui tombent par milliers sur Terre chaque jour ;
- en laboratoire et grâce à l'informatique, les chercheurs trouvent des combinaisons théoriques de minéraux composites, qui constituent actuellement l'essentiel des découvertes.

Les huit éléments qui constituent à eux seuls près de 90 % de la texture de la croûte terrestre s'associent pour former les minéraux. Les minéraux silicatés et la silice prédominent dans la plupart des roches communes, excepté le calcaire.

## L'échelle de dureté
L'échelle de dureté de Mohs fut inventée en 1812 par le minéralogiste allemand Friedrich Mohs afin de mesurer la dureté des minéraux. Le numéro 1 étant le moins dur et le numéro 10 le plus dur.
- 1. Le talc
- 2. Le gypse
- 3. La calcite
- 4. La fluorine
- 5. L'apatite
- 6. L'orthose
- 7. Le quartz
- 8. La topaze
- 9. Le corindon
- 10. Le diamant

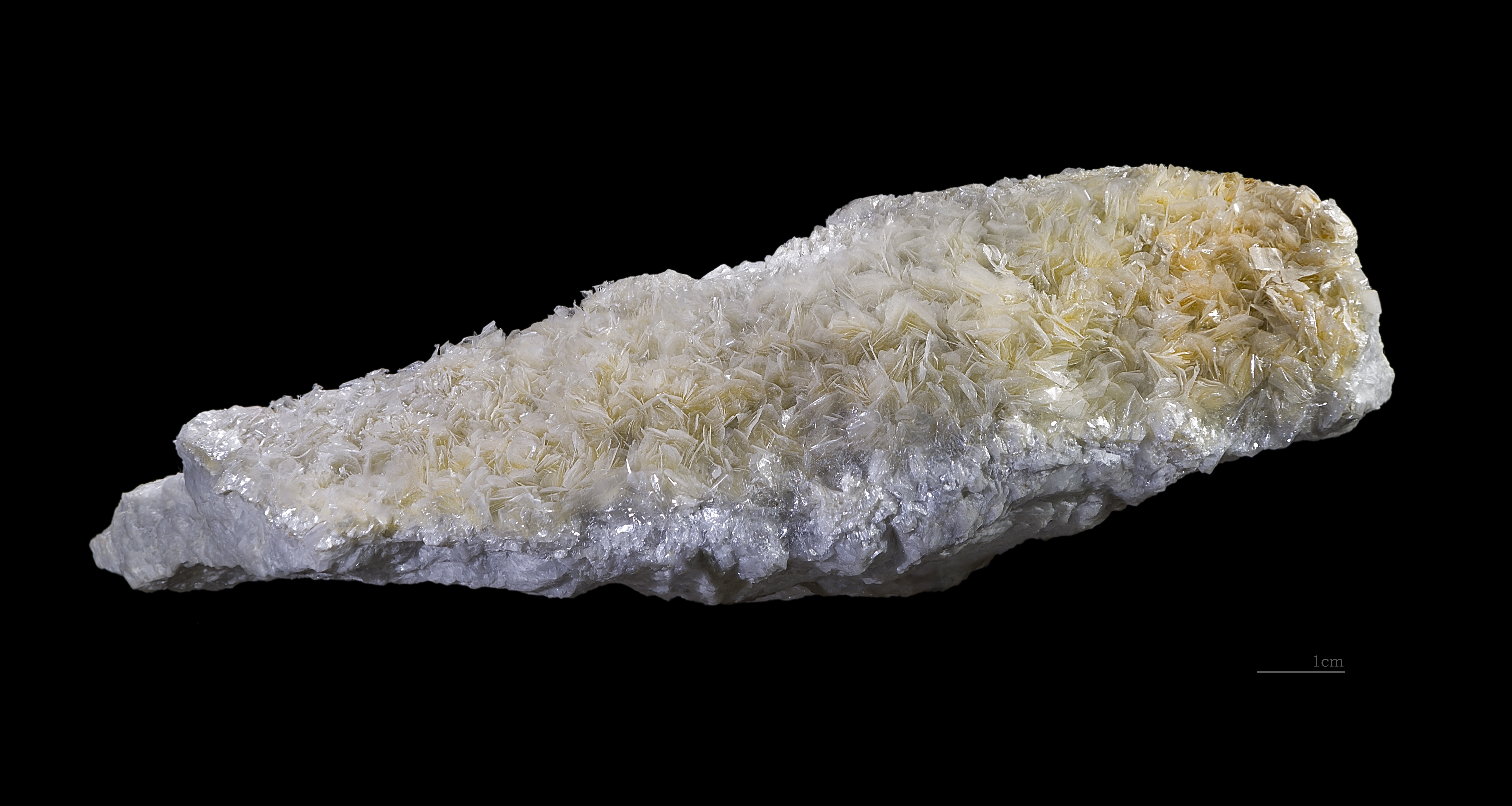
Cristaux de talc
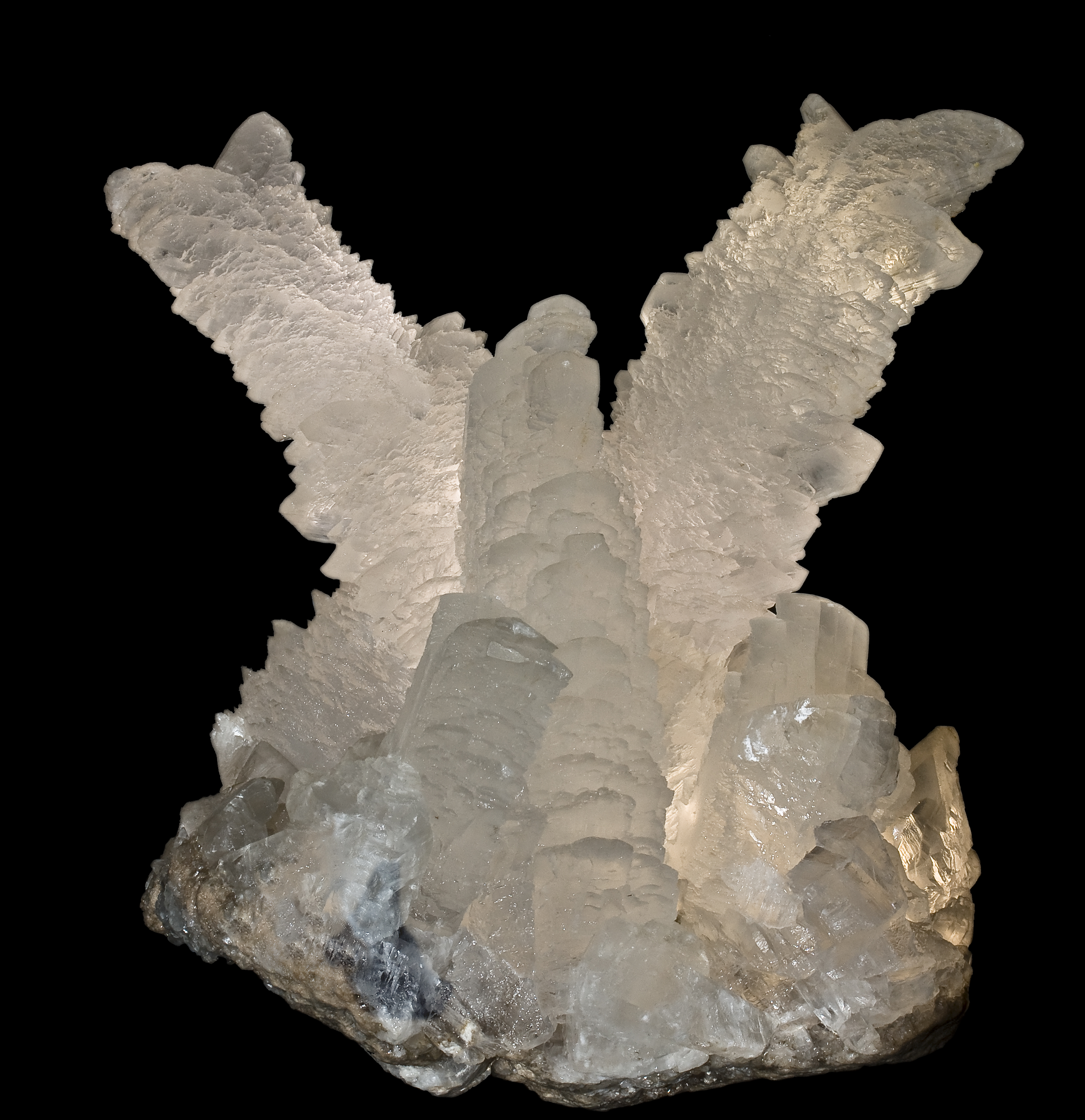
Gypse
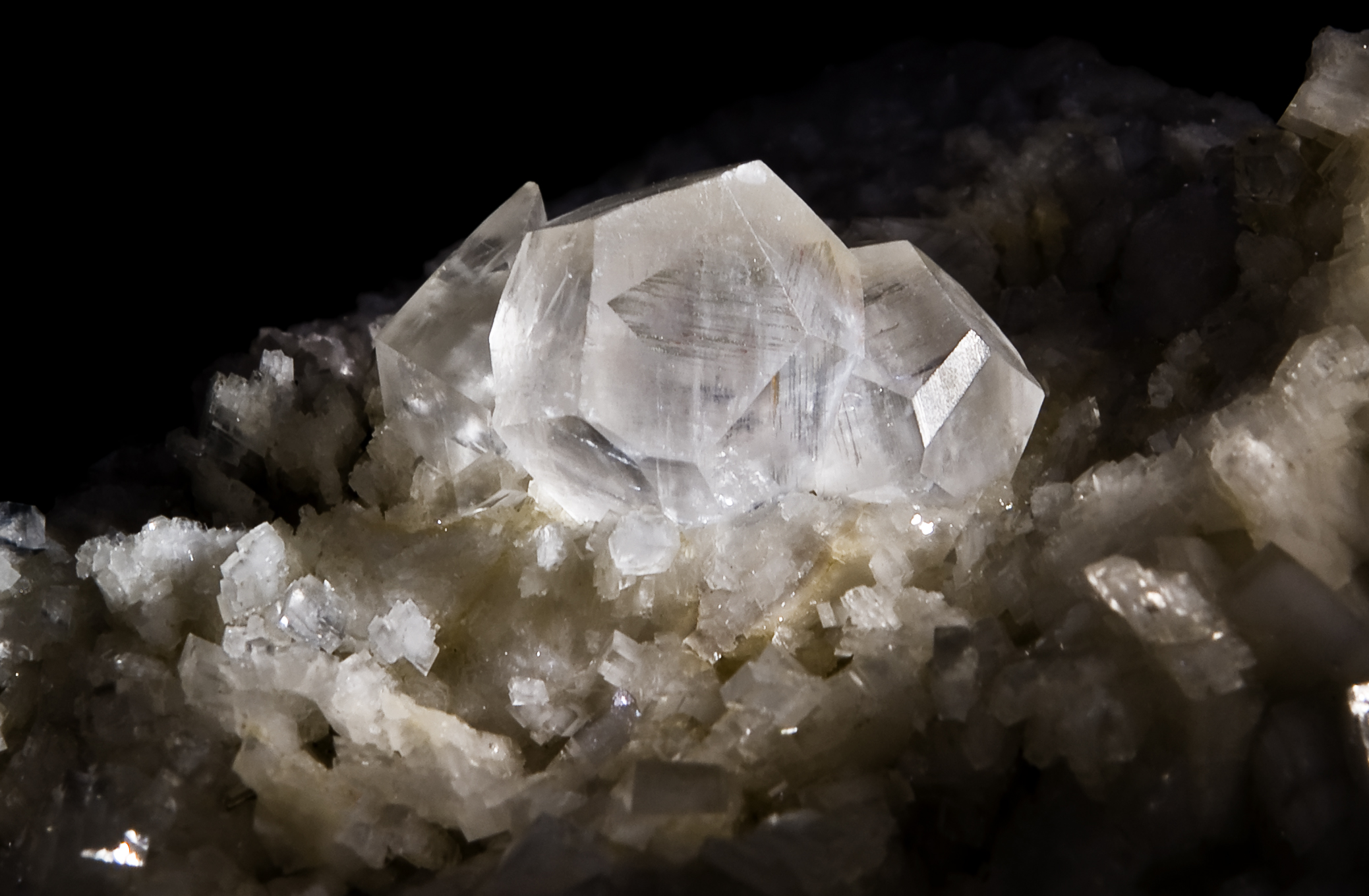
Calcite
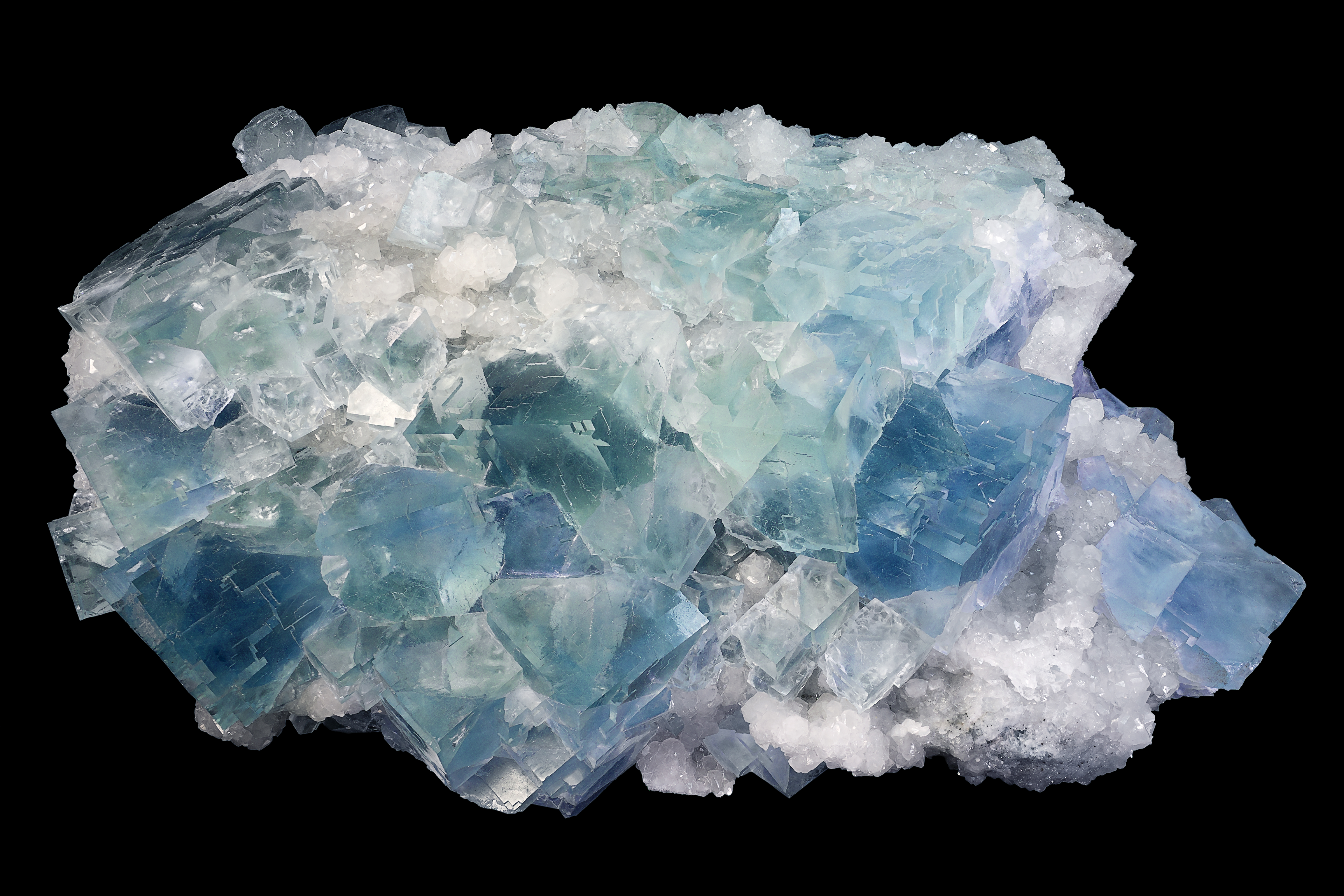
Fluorine
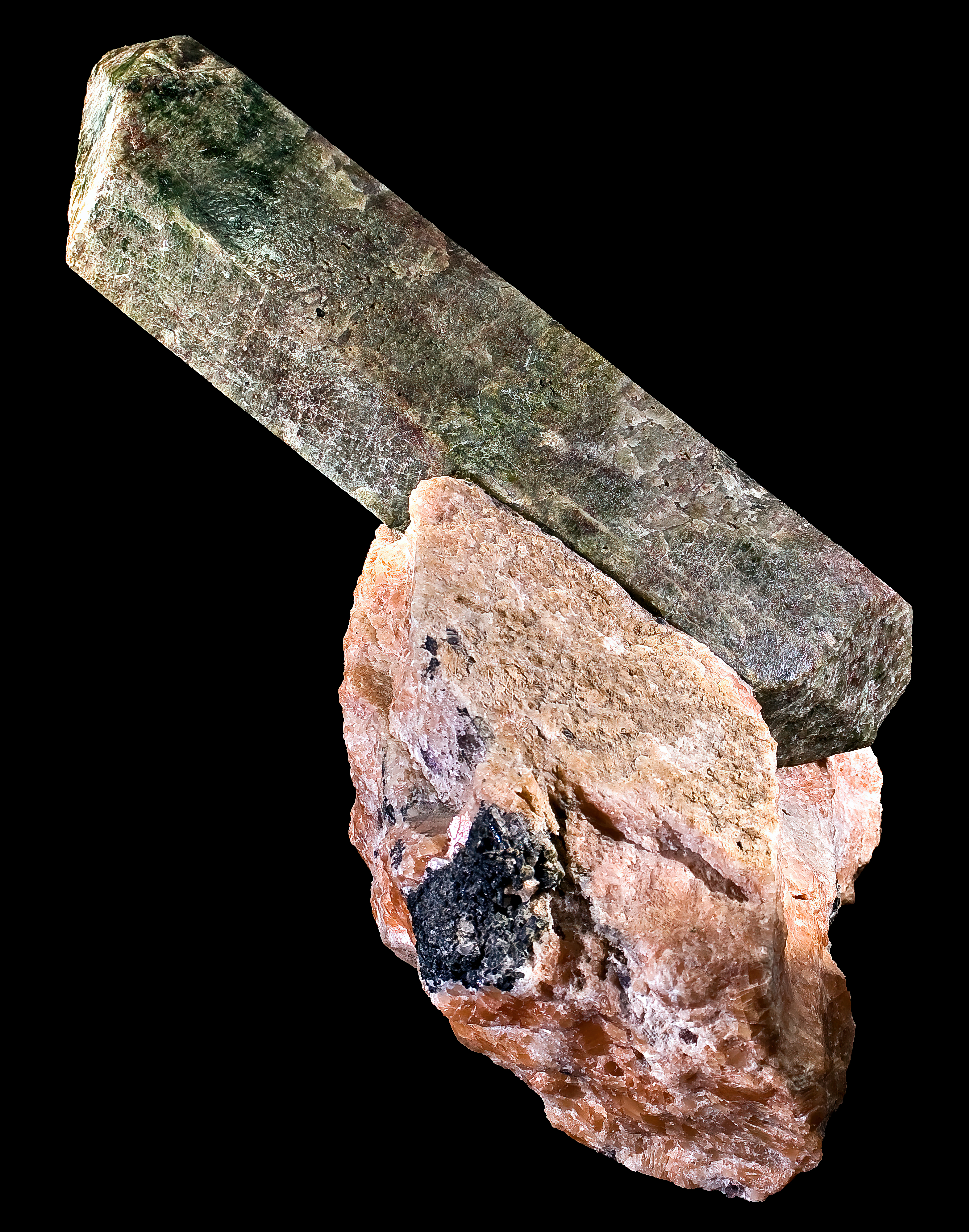
Apatite
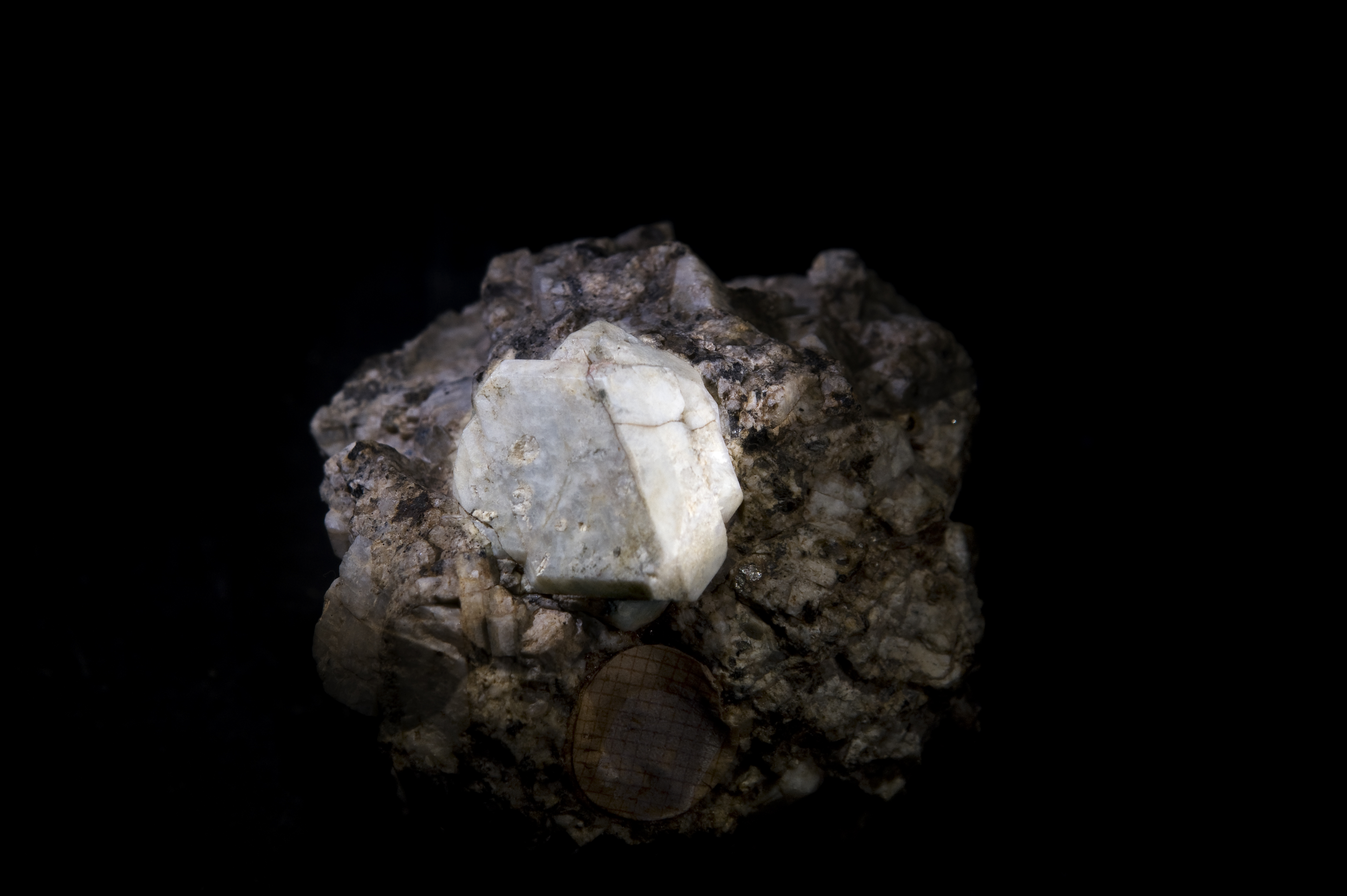
Orthose
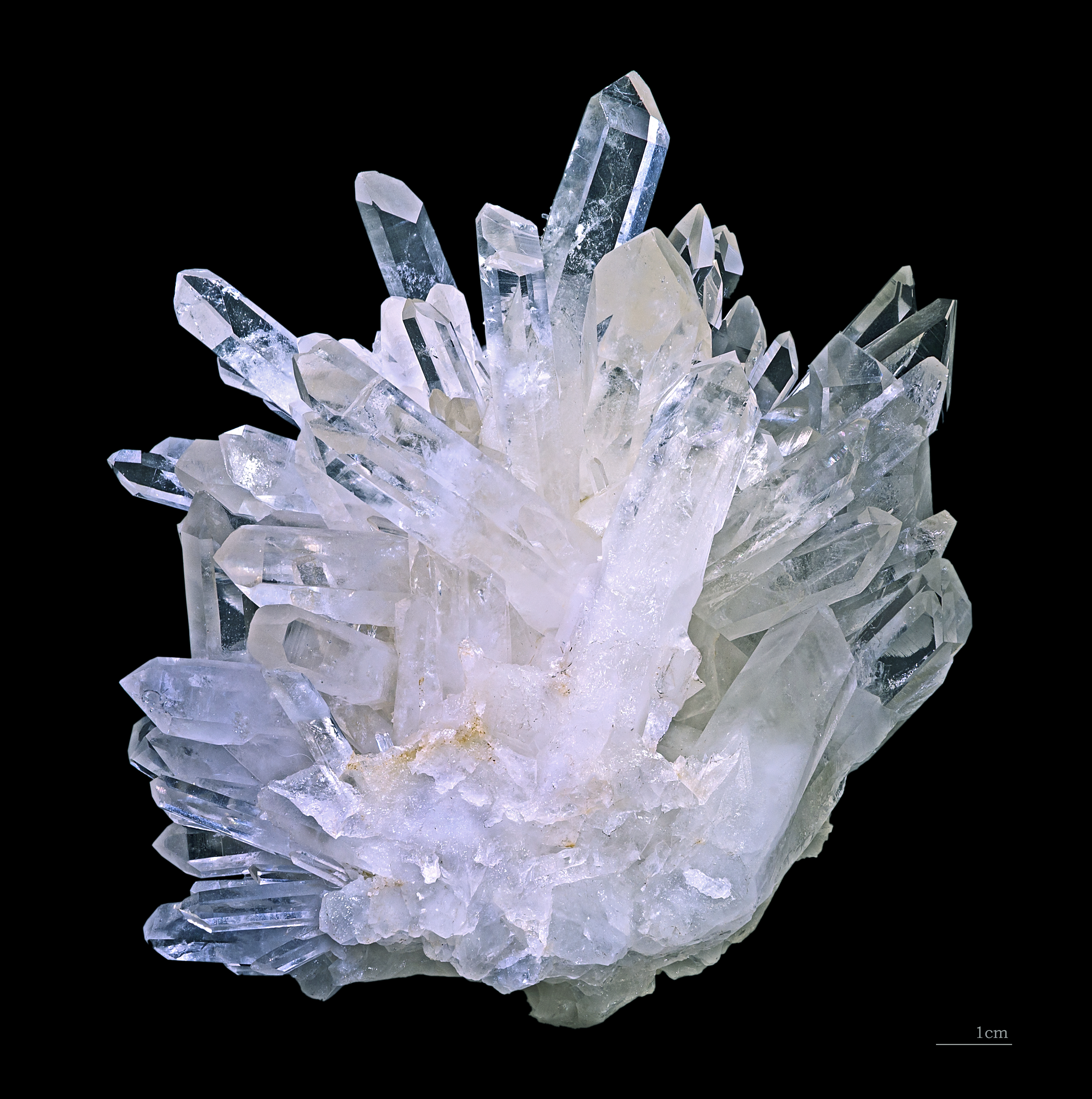
quartz
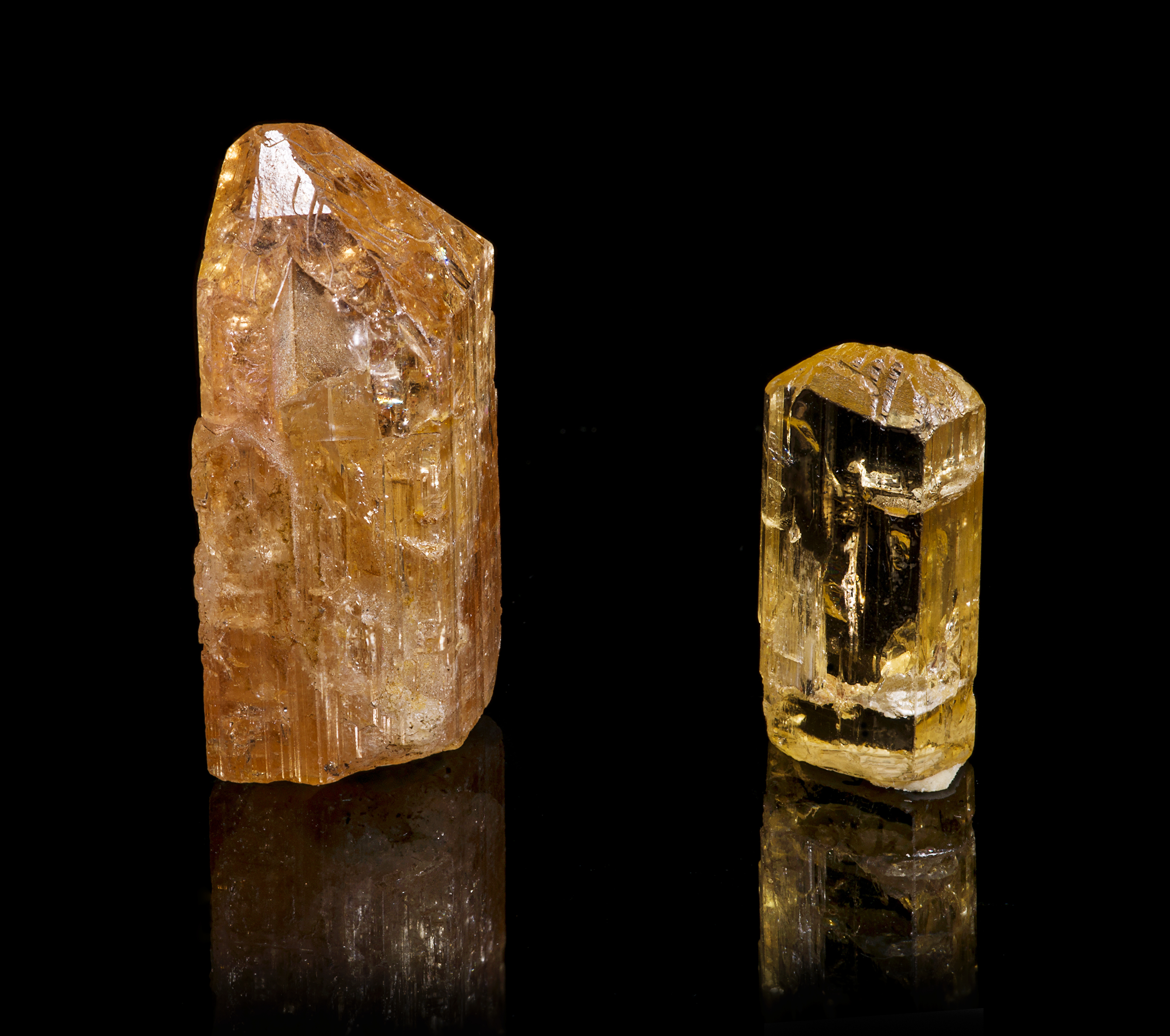
topaze
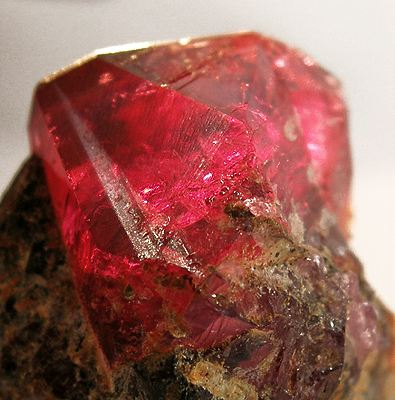
Rubis (forme de corindon)
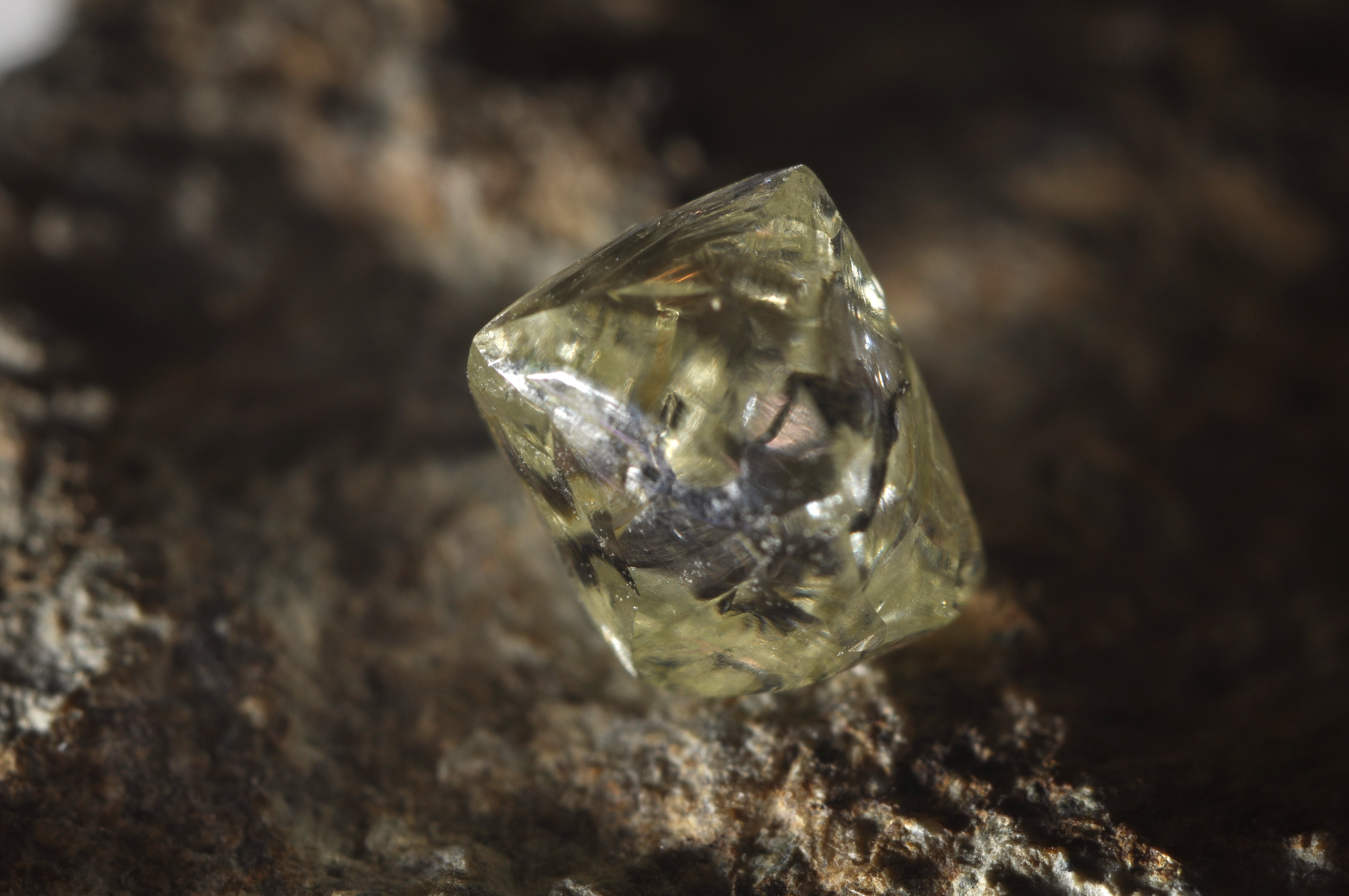
Diamant

## Sciences connexes
La minéralogie travaille en collaboration avec d'autres sciences :
- la prospection, qui consiste à rechercher sur le terrain les minéraux ;
- la géochimie, qui étudie les éléments chimiques constitutifs de l'écorce terrestre ;
- la pétrographie, qui étudie les roches (dont les minéraux sont les constituants) ;
- la géologie, qui consiste à étudier les modes de gisement et les conditions de formation des minéraux ;
- la minéralogie descriptive, qui étudie le minéral lui-même ;
  - la microminéralogie, qui fait partie de la minéralogie descriptive et donc qui étudie les minéraux de taille millimétrique ;
- la cristallographie, qui étudie la structure des cristaux ;
- les techniques instrumentales de la chimie, pour déterminer la formule chimique d'un minéral ;
- les techniques instrumentales de la physique, pour étudier un certain nombre de propriétés du minerai, avec :
  - la diffraction de rayons X, pour déterminer la disposition des atomes constitutifs du minéral, à savoir, la maille, le motif et le réseau cristallin,
  - la microscopie en lumière polarisée, pour déterminer la nature exacte du minerai,
  - la goniométrie, pour mesurer les angles que font entre elles les diverses faces du cristal et permettre son identification,
  - la mesure des propriétés électriques, magnétiques, optiques et fluorescentes pour aller plus loin dans la différenciation des minerais ;
- la science des matériaux, qui étudie structure et propriétés de composés d'intérêt technologique qui très souvent sont des phases minérales ;
- l'informatique, qui permet de produire les programmes facilitant l'étude et la mise au point de combinaisons théoriques de nouveaux minéraux.

## Exemples de minéraux

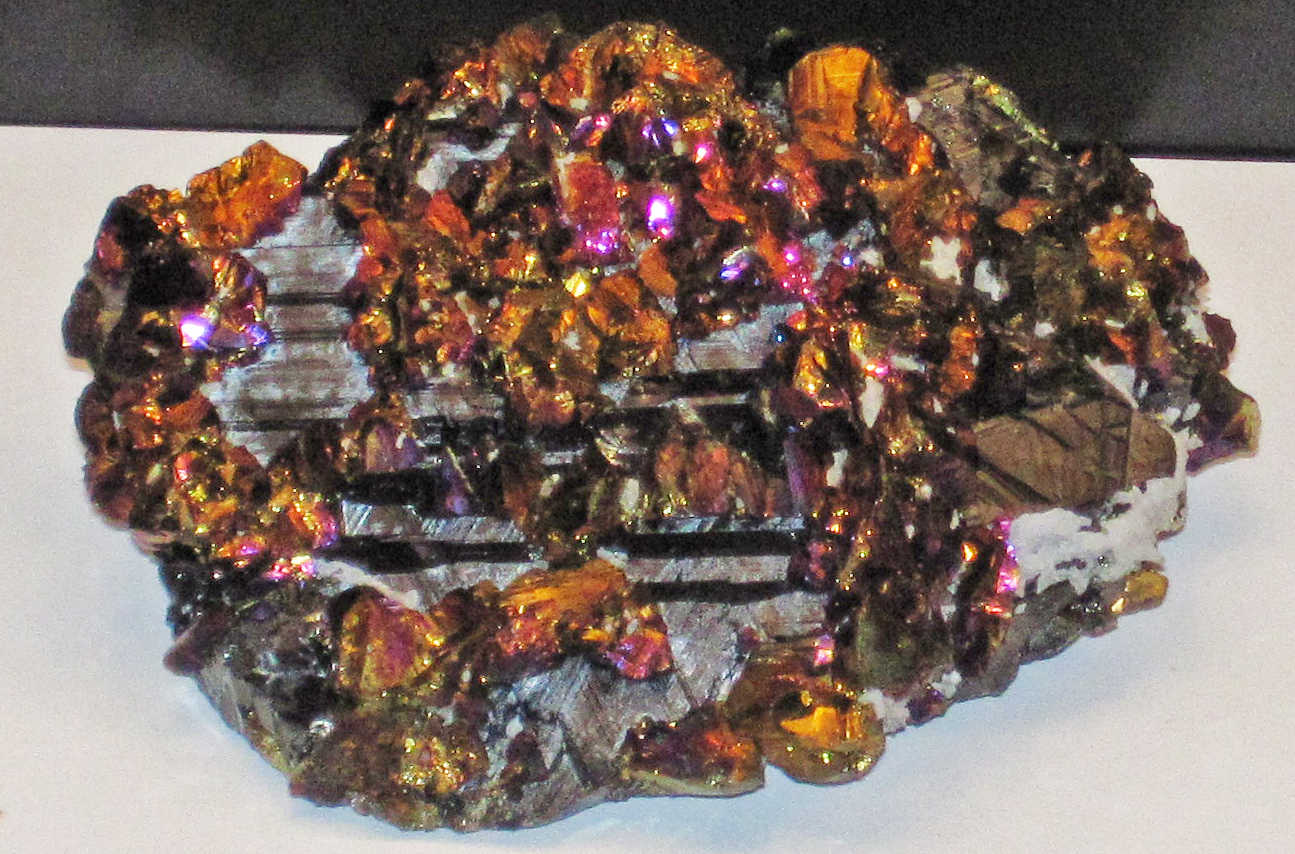
Chalcopyrite, un sulfure.

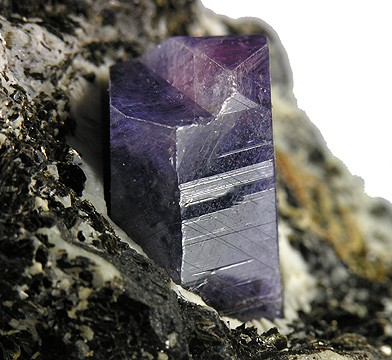
Un Saphir, un oxyde.

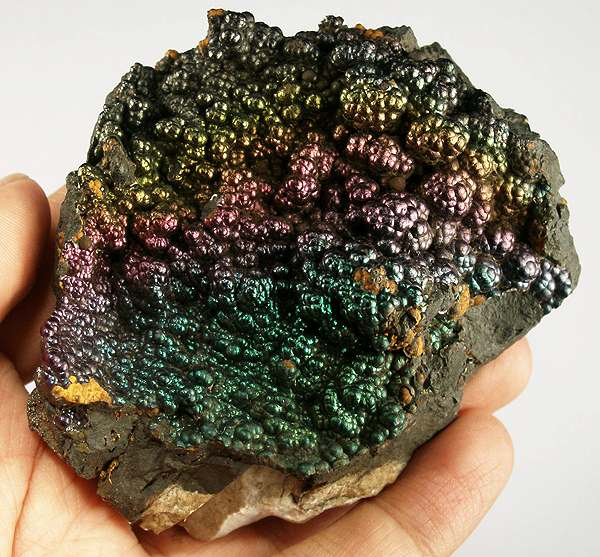
Goethite, un hydroxyde.

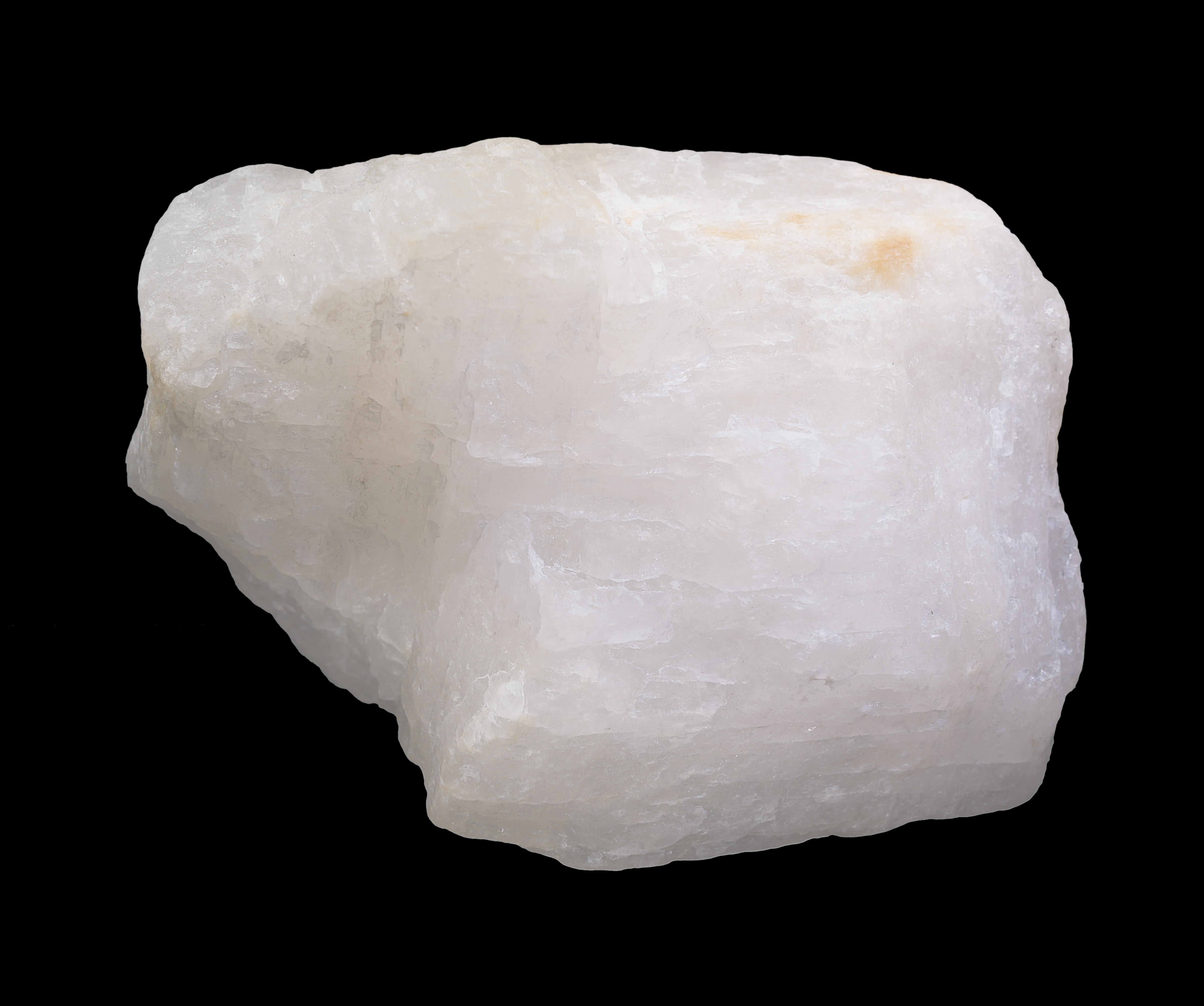
Cryolite, une Halogénure.

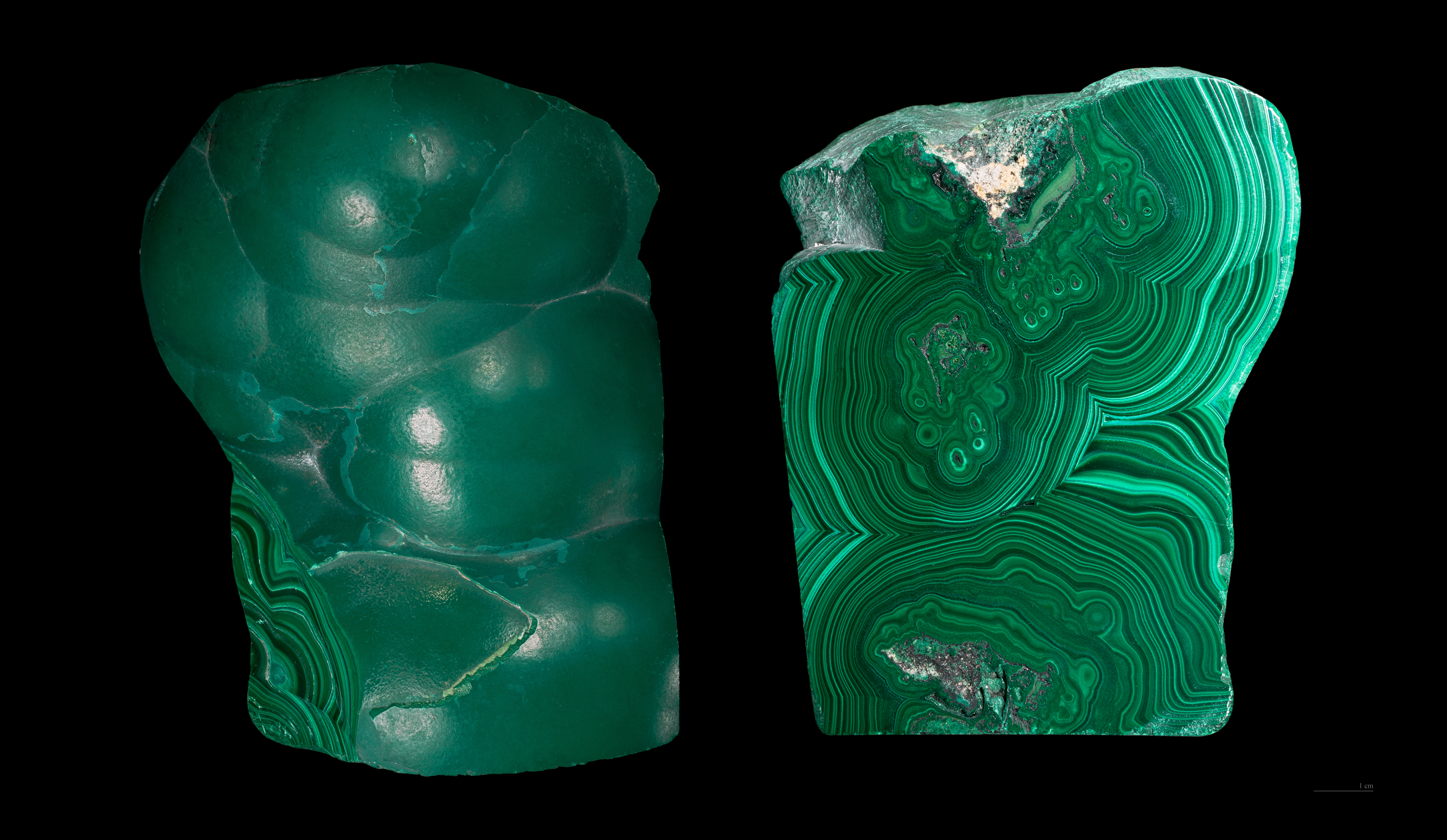
Malachite, un carbonate.

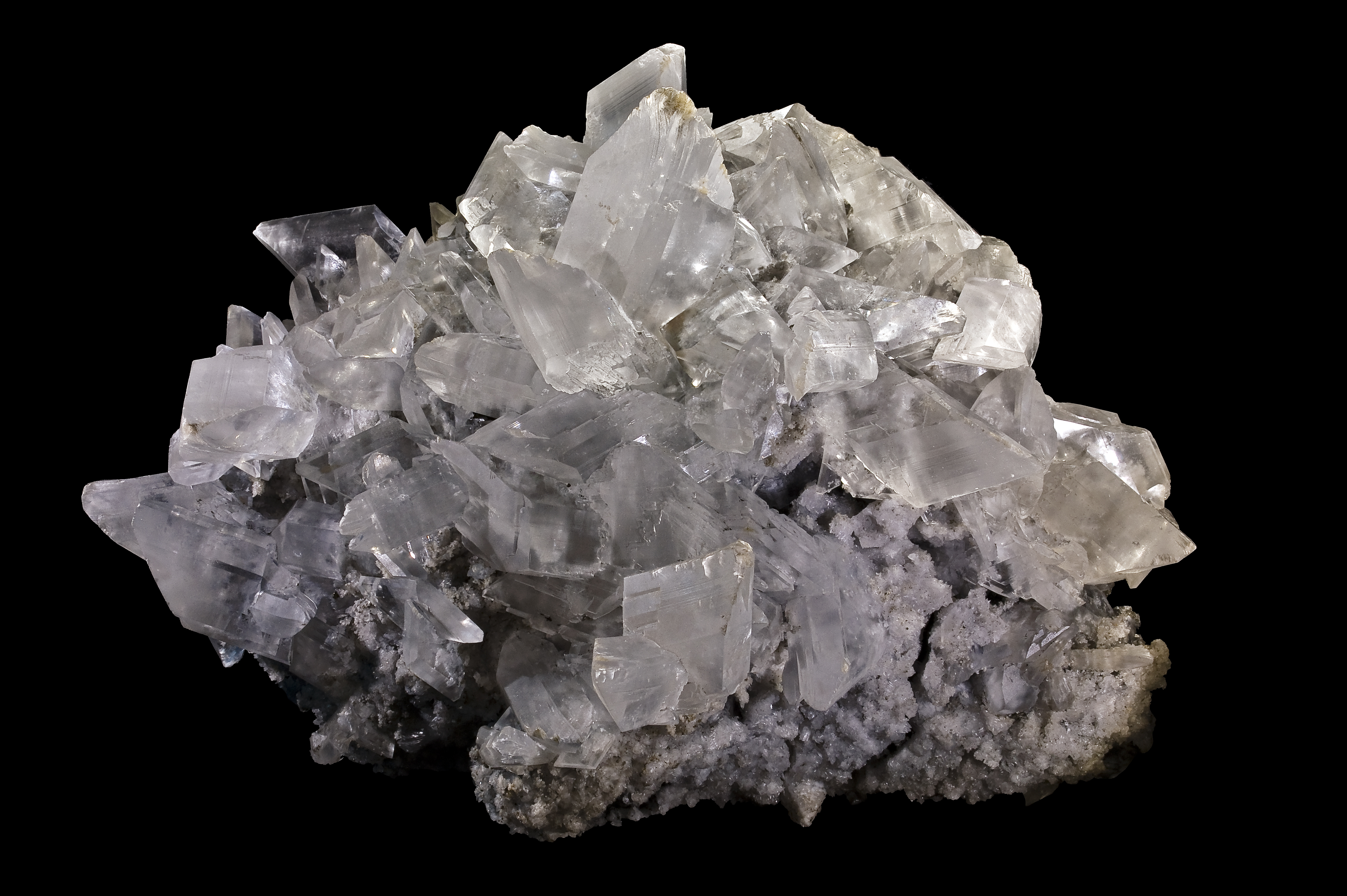
Gypse, un sulfate.

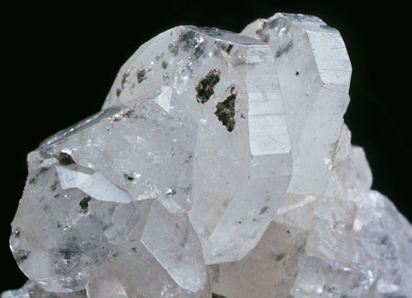
Phénacite, un Nésosilicate.

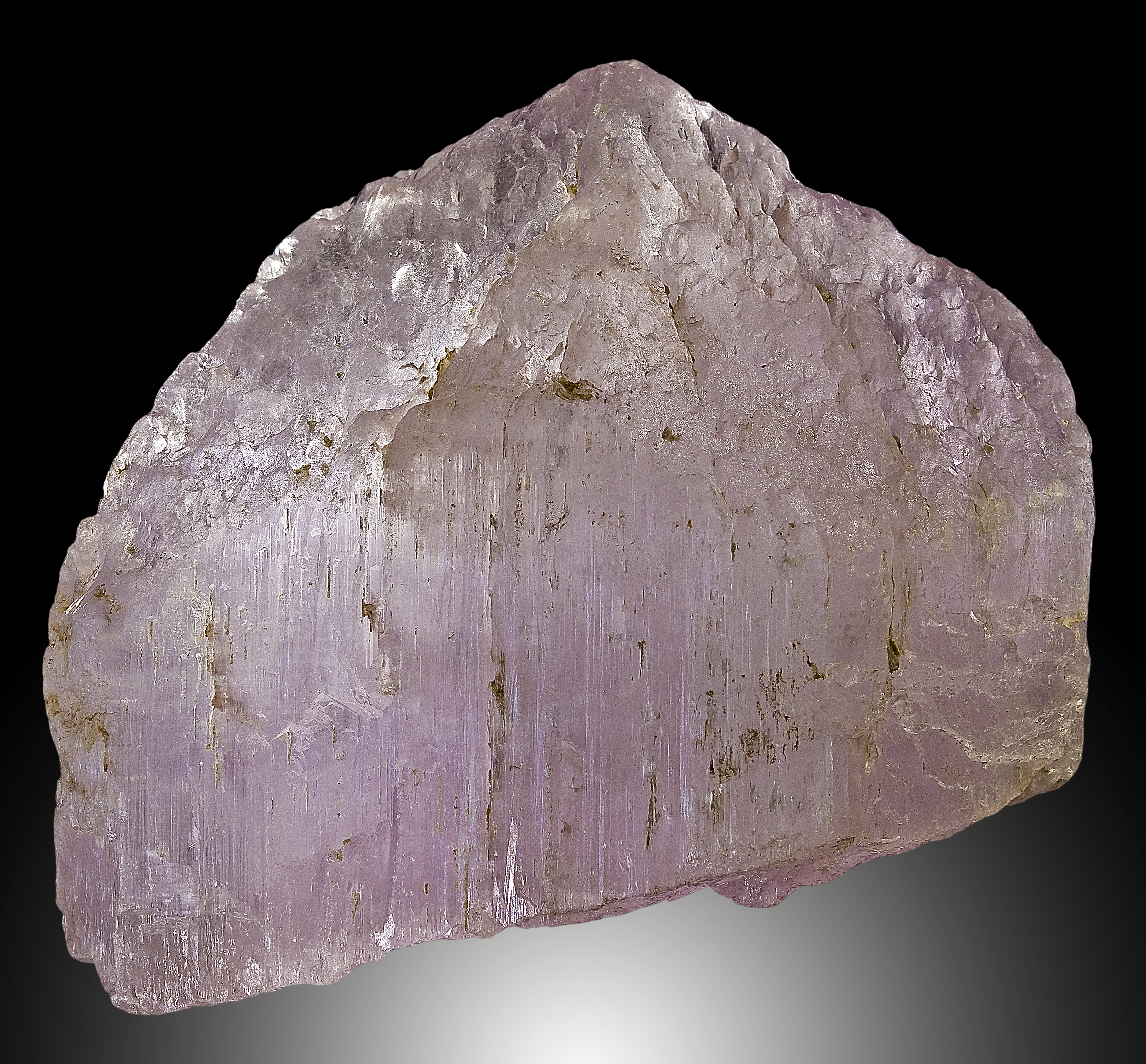
Spodumène, un Inosilicate.

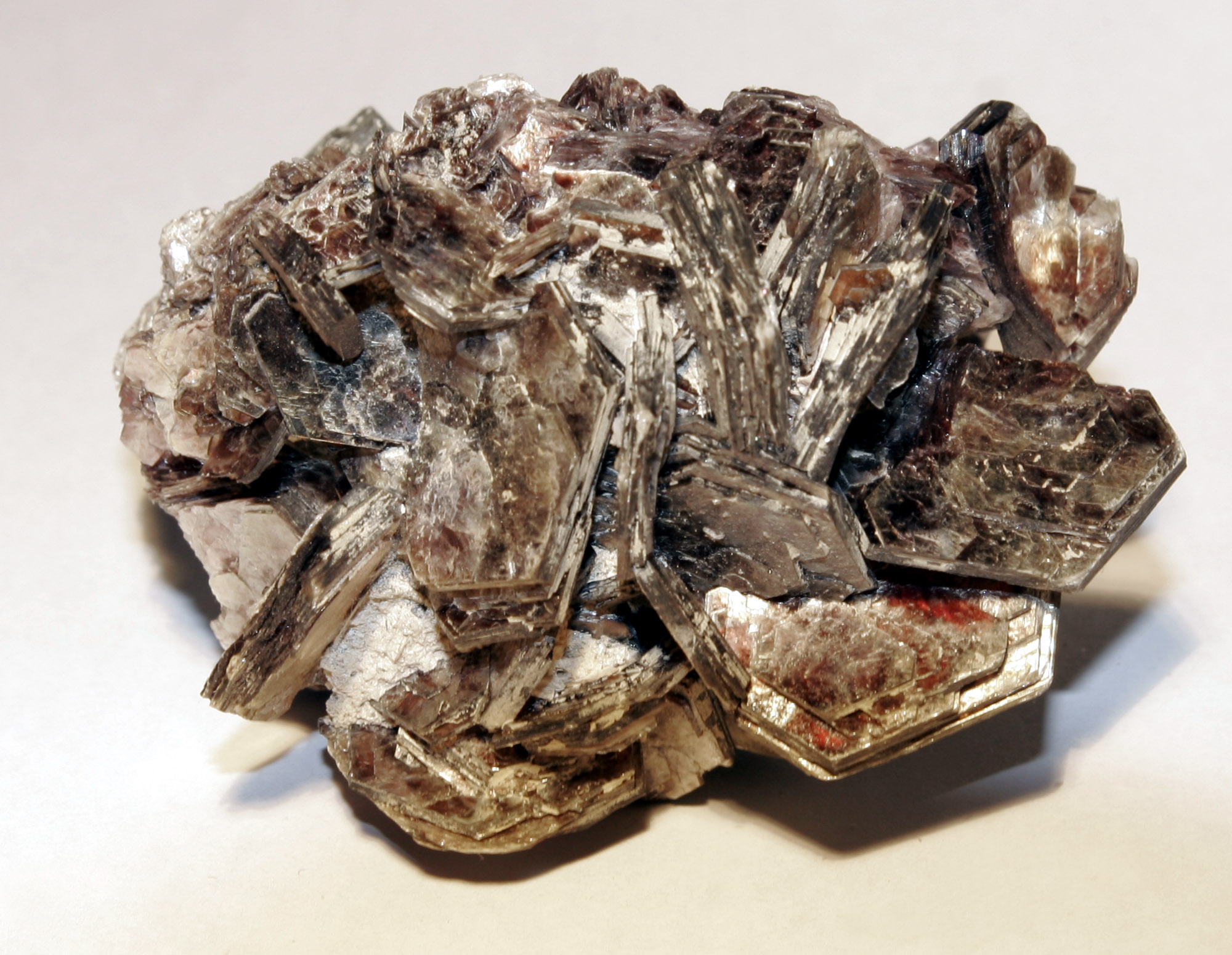
Mica, un Phyllosilicate.

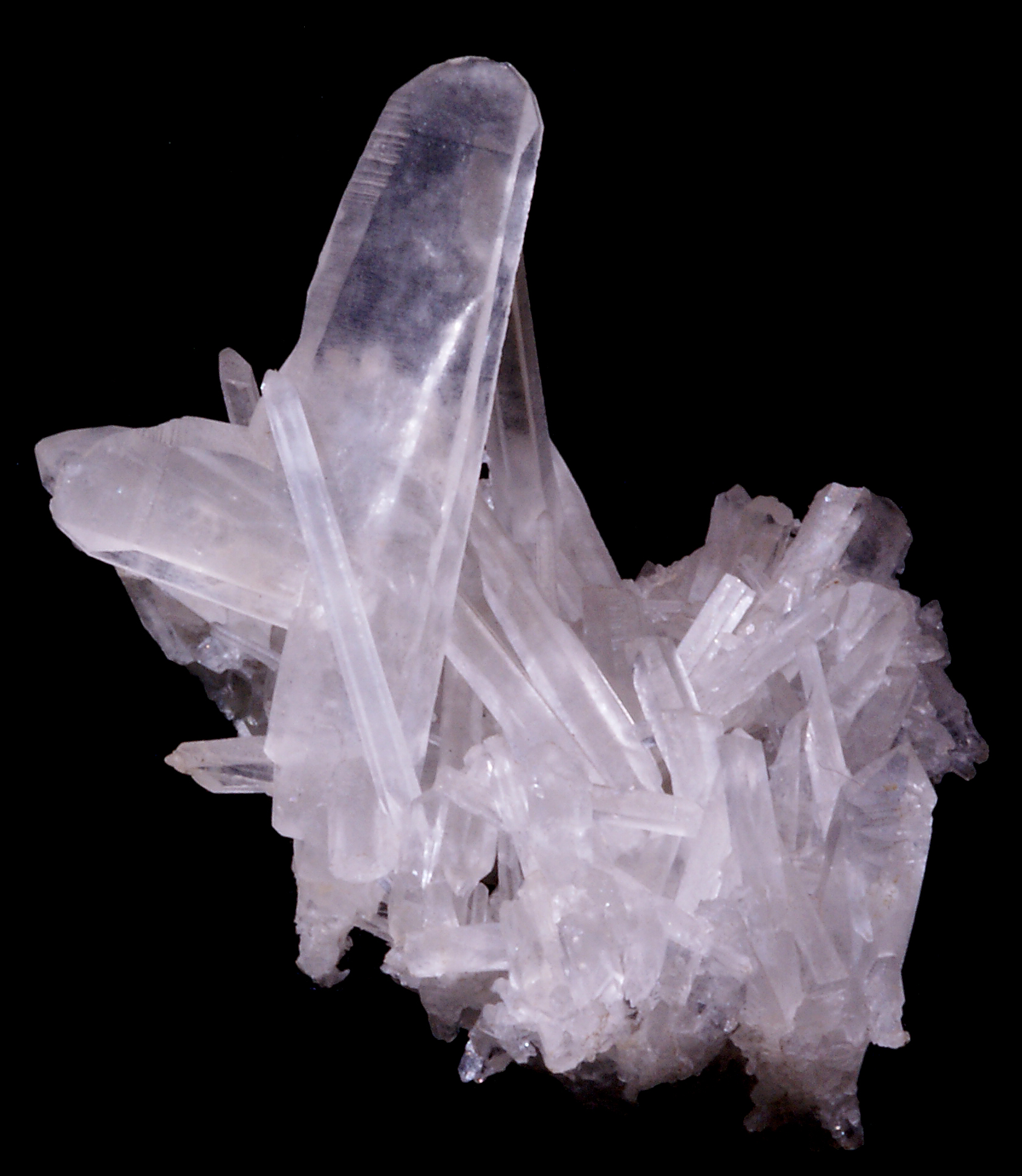
Quartz, un Tectosilicate.

Voici une liste non exhaustive de minéraux communs :
- Sulfures
  - Arsénopyrite : FeAsS
  - Bornite (Érubescite) Cu5FeS4
  - Chalcopyrite : CuFeS2
  - Chalcocite : Cu2S
  - Cinabre : HgS
  - Énargite Cu3AsS4
  - Galène : PbS
  - Molybdénite : MoS2
  - Orpiment : As2S3
  - Pyrite : FeS2
  - Pyrrhotite : FeS
  - Réalgar : AsS
  - Sphalérite : ZnS
  - Stibine : Sb2S3
- Oxydes et hydroxydes
  - Corindon : Al2O3
  - Hématite : Fe2O3
  - Ilménite : FeTiO3
  - Magnétite : Fe3O4
  - Pléonaste : MgAl2O4
  - Rutile : TiO2
  - Spinelle : MgAl2O4

Les oxydes de la forme XY2O4 sont regroupés sous l'appellation « spinelles » où souvent (mais pas toujours) X est un métal 2+ et Y un métal 3+ (hématite, pléonaste par exemple). Un contre-exemple est l'ulvöspinelle, TiFe2O4 : ici le titane a nombre d'oxydation 4+, le fer 2+.
- Halogénures
  - Fluorine : CaF2
  - Halite : NaCl
- Carbonates
  - Aragonite : CaCO3 (orthorhombique)
  - Calcite : CaCO3 (trigonal-rhomboédrique)
  - Dolomite : CaMg(CO3)2
  - Magnésite : MgCO3
  - Rhodochrosite : MnCO3
  - Sidérose : FeCO3
- Sulfates
  - Anhydrite : CaSO4
  - Barytine : BaSO4
  - Gypse : CaSO4, 2H2O
- Silicates
  - Nésosilicates
    - Andalousite : Al2SiO5 (orthorhombique)
    - Fayalite : Fe2SiO4
    - Forstérite : Mg2SiO4
    - Disthène : Al2SiO5 (triclinique)
    - Sillimanite : Al2SiO5 (orthorhombique)

  - Inosilicates
    - Aegirine: NaFe3+Si2O6
    - Diopside : CaMgSi2O6
    - Enstatite : Mg2Si2O6
    - Hédenbergite : CaFeSi2O6
    - Spodumène : LiAlSi2O6
    - Trémolite : Ca2Mg5Si8O2(OH)2

  - Phyllosilicates
    - Chrysotile : Mg3Si2O5(OH)4
    - Kaolinite : Al2Si2O5(OH)4
    - Muscovite : KAl3Si3O10(OH)2
    - Phlogopite : KMg3AlSi3O10(OH)2
    - Pyrophyllite : Al2Si4O10(OH)2
    - Talc : Mg3Si4O10(OH)2

  - Tectosilicates
    - Albite : NaAlSi3O8
    - Anorthite : CaAl2Si2O8
    - Microcline : KAlSi3O8 (triclinique)
    - Orthose (orthoclase) : KAlSi3O8 (monoclinique)
    - Quartz : SiO2 (trigonal à basse température ; hexagonal à haute température)
    - Sodalite : aluminosilicate de sodium chloré (cubique)